# Dictáfono

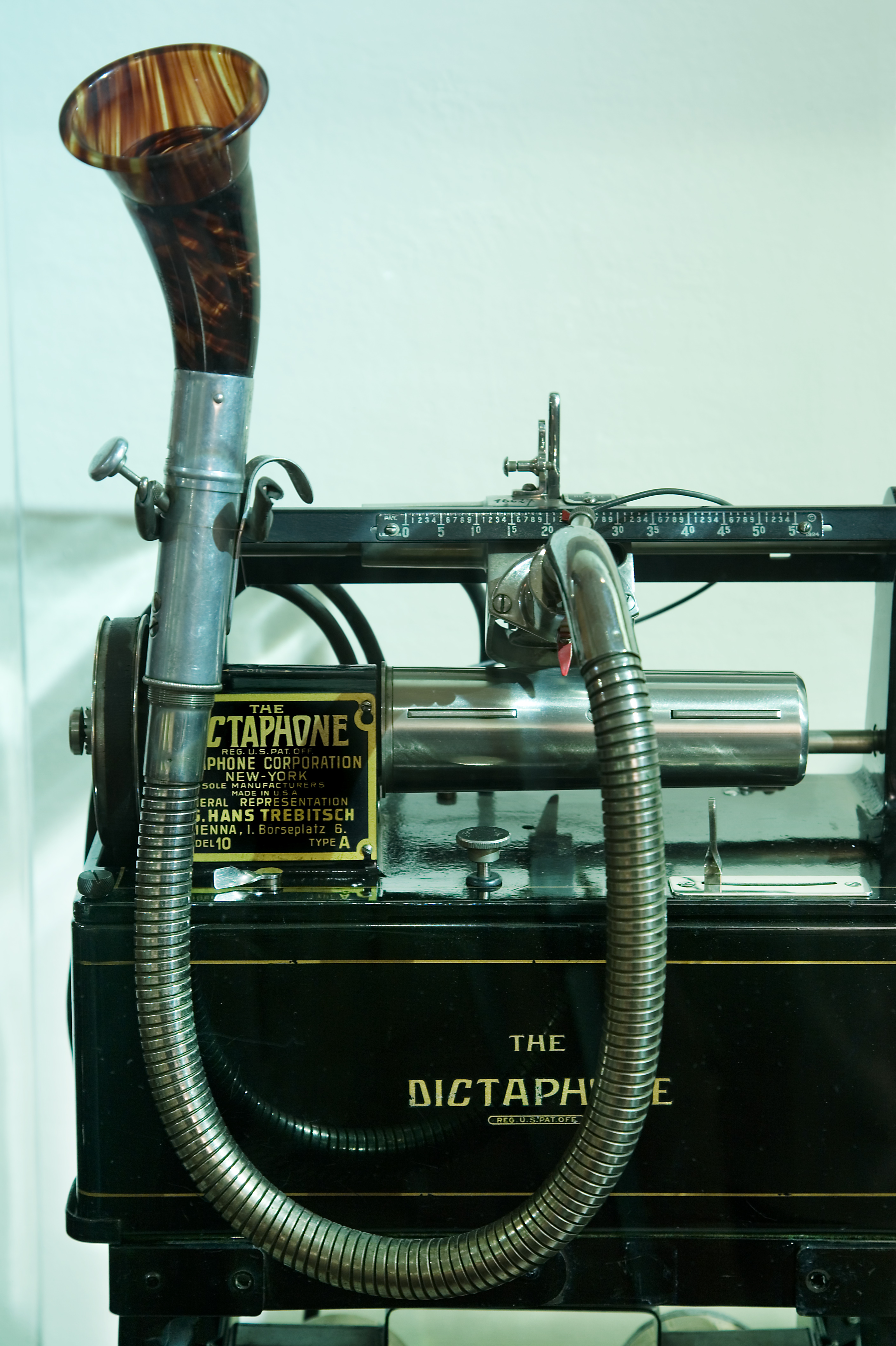
Un Dictaphone.

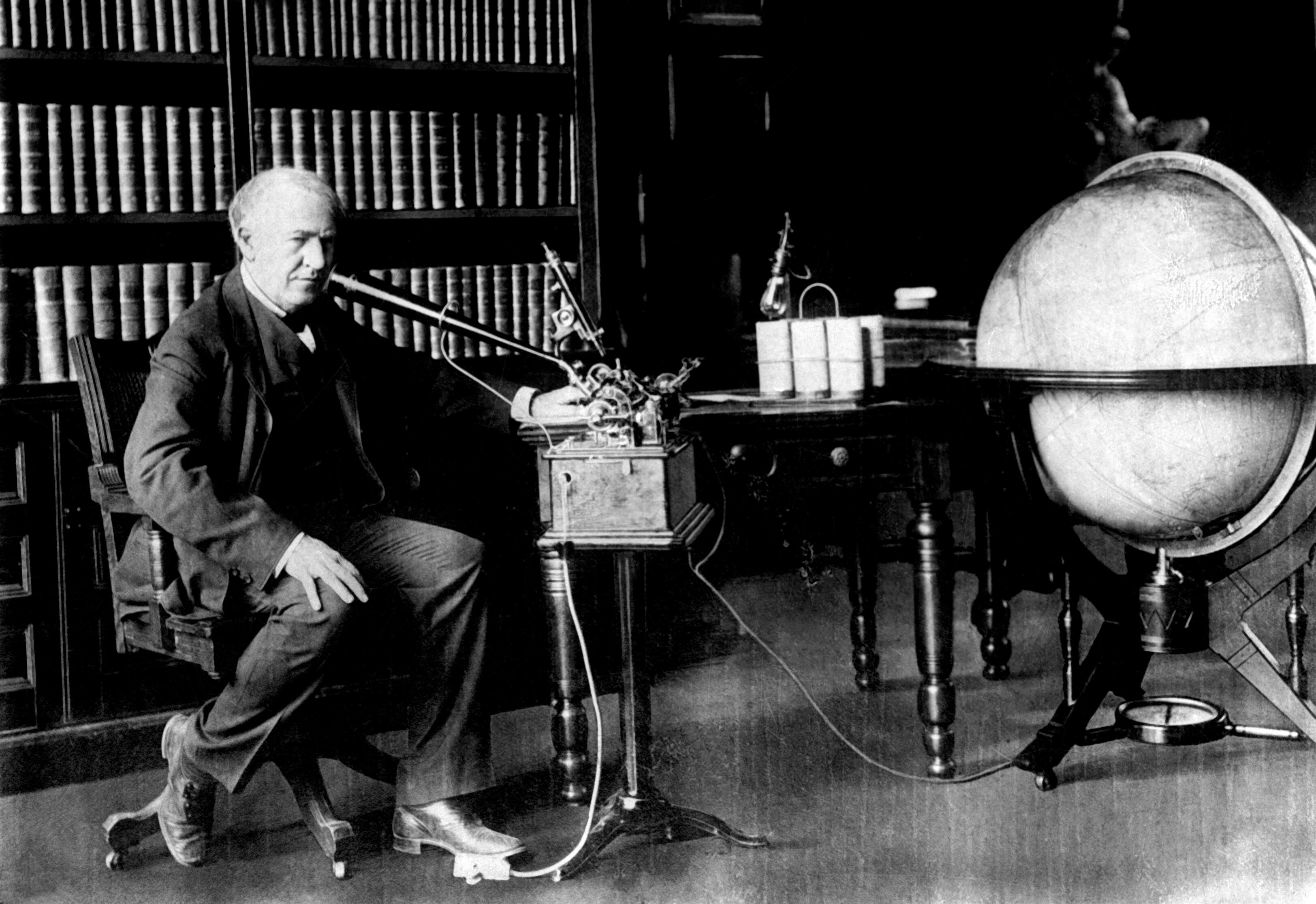
Thomas Edison dictando en 1907.

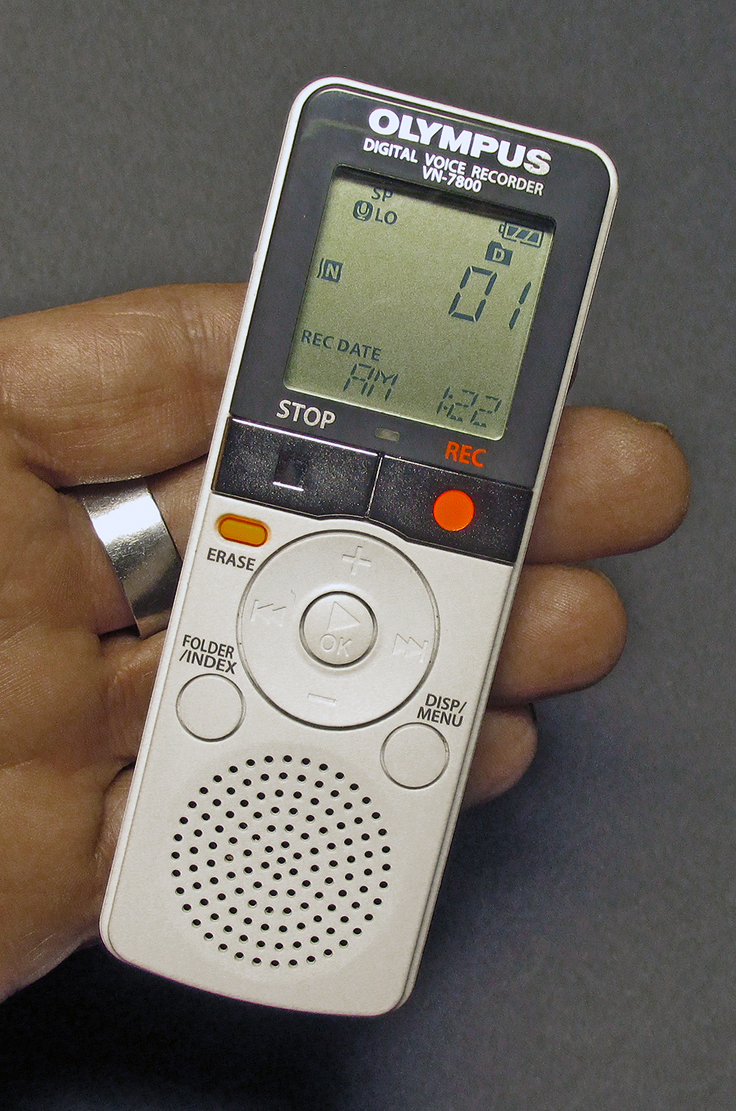
Dictáfono.

Un dictáfono es un dispositivo de grabación de sonido usado comúnmente para grabar un discurso que más tarde debe reproducirse o mecanografiarse.
Originalmente una marca registrada (Dictaphone) por la Columbia Graphophone Company en 1907 —lo que obligó a Edison Records a comercializar su versión bajo el nombre Ediphone—, el nombre se convirtió en el término genérico para aludir a estos dispositivos, especialmente a las versiones históricas que usaban cilindros fonográficos como medio de grabación, lo que fue común desde finales del siglo XIX hasta la primera mitad del siglo XX, cuando los discos de vinilo los sustituyeron.

## Historia
Poco después de inventar en 1877 el fonógrafo, el primer dispositivo capaz de grabar sonido, Thomas Edison pensó que el principal uso de este nuevo invento sería grabar discursos en el ámbito empresarial (dada la baja fidelidad de las primeras versiones del fonógrafo, la grabación de música no parecía una aplicación importante). Algunos de los primeros fonógrafos llegaron a usarse así, pero no se popularizaron hasta la producción en masa de los cilindros de cera reutilizables a finales de los años 1880. La diferenciación entre los dispositivos de dictado para oficinas y otros fonógrafos (que solían contar con accesorios para realizar las grabaciones personales) fue gradual.
El éxito de estos aparatos en las primeras décadas del siglo XX fue tal que en 1923 la compañía Columbia Graphophone, principal fabricante de estos dispositivos, separó su división de dictáfonos con el nombre Dictaphone bajo la dirección de C. King Woodbridge, cuñado de George Albert Kimball.
Los micrófonos eléctricos reemplazaron los métodos de grabación estrictamente acústicos de los primeros dictáfonos a finales de la década de 1930. En 1947, Dictaphone reemplazó los cilindros de cera con su tecnología DictaBelt, que cortaba un surco mecánico en una cinta de plástico en lugar de en la cera del cilindro. Más tarde esto fue sustituido por la grabación en cinta magnética.

### En inglés
- Página sobre la historia de Dictaphone
- Fotografías de equipos Dictaphone y Ediphone de principios del siglo XX
- Fotografías de dictáfonos Ediphone
- Fotografías de grabadoras y reproductores Ediphone

- Datos: Q956263
- Multimedia: Dictation machines / Q956263